# Habibullah Chan
Habibullah Chan (ur. 3 czerwca 1872 w Taszkencie w Uzbekistanie, zm. 20 lutego 1919) – emir Afganistanu od 1901 do 1919. Najstarszy syn emira Abdura Rahmana Chana, którego zastąpił na tronie na podstawie pierworództwa w październiku 1901.
Habibullah był stosunkowo świeckim, skłonnym do reform władcą, który próbował zmodernizować swój kraj. Podczas panowania wprowadził do Afganistanu zachodnią medycynę oraz technologię. W roku 1904 założył szkołę Habibia oraz akademię wojskową. Publikował też propagujący reformy tygodnik w języku perskim, zatytułowany Siraj ul Akhbar. Ustanowił wiele reform prawnych oraz uchylił najbardziej surowe kary dla zbrodniarzy. Spowodował likwidację represyjnej, wewnętrznej organizacji wywiadu założonej przez jego ojca.
Rygorystycznie utrzymywał neutralność kraju podczas I wojny światowej, wbrew usilnym staraniom sułtana imperium osmańskiego Mehmeda V, duchowego przywódcy islamu, próbującego skłonić Afganistan do przejścia na swoją stronę. W znacznym stopniu zmniejszył napięcia z Indiami, podpisując traktat przyjaźni w roku 1905 i sfinansował oficjalną wizytę państwową w roku 1907. W kwietniu 1916 roku został zorganizowany nieudany przewrót pałacowy na jego osobę przez Oskara Nidemayera, 33 Niemców i Turków.
Habibullah został zamordowany podczas polowania w Kalagosh 20 lutego 1919.